# نیاگارا کوئین دوم
نیاگارا کوئین دوم (به انگلیسی: Niagara Queen II) یک کشتی است که طول آن ۲۶٫۸ متر (۸۸ فوت) می‌باشد. این کشتی  در سال ۱۹۹۲ ساخته شد.